# Арриета, Пабло Фернандес
Пабло Фернандес Арриета (исп. Pablo Fernández Arrieta; род. 14 января 1969, Сан-Себастьян), профессионально также известный как Pablo Fdez. Arrieta — баскский джазовый гитарист и композитор. Дискография насчитывает пять дисков, последний из которых был представлен на джазовом фестивале Guitaralde (Андай, Франция) в июле 2023 г.

## Биография
Окончил Музыкальный колледж Беркли в Бостоне, магистратуру в Куинз-Колледже и класс классической гитары в Консерватории Исаака Альбениса в Жироне. Также проходил обучение в Роттердамской консерватории и Хилверсюмской консерватории и мастер-классы с Дэйвом Либманом, Джо Хендерсоном и Брюсом Форманом.
Регулярно выступает на международных мероприятиях, таких как Биеннале искусства в Сан-Паулу (Бразилия), Международный джазовый фестиваль в Луго (Испания) и Джазовые вечера в Лангнау (Швейцария), а также в конференц-центре Euskalduna в Бильбао, Национальной аудитории в Мадриде или музее Оскара Нимейера в Куритибе (Бразилия).
Автор саундтреков для игрового кино (Carmo, La Estrella), документальных фильмов (Sua zerutik dator, 5 pueblos patrimonio vivo), рекламных джинглов и музыки для театра (Ping Pang).